# Orthotrichia atraseta
Orthotrichia atraseta är en nattsländeart som beskrevs av Wells 1979. Orthotrichia atraseta ingår i släktet Orthotrichia och familjen smånattsländor. Inga underarter finns listade i Catalogue of Life.